# Сальвадор-де-Сапардьєль
Сальвадор-де-Сапардьєль (ісп. Salvador de Zapardiel) — муніципалітет в Іспанії, у складі автономної спільноти Кастилія-і-Леон, у провінції Вальядолід. Населення — 163 особи (2010).
Муніципалітет розташований на відстані близько 130 км на північний захід від Мадрида, 60 км на південь від Вальядоліда.
На території муніципалітету розташовані такі населені пункти: (дані про населення за 2010 рік)
- Онкалада: 43 особи
- Сальвадор-де-Сапардьєль: 120 осіб

## Демографія
Динаміка населення (INE ):